# پالمر (آلاسکا)
پالمر (به انگلیسی: Palmer) شهری در بخش ماتانوسکا-سوسیتنا ایالت آلاسکا است که جمعیت آن در سرشماری سال ۲۰۰۰ میلادی ۴۵۳۳ نفر بوده‌است.